# Доцетаксел
Доцетаксел — полусинтетическое цитостатическое лекарственное средство растительного происхождения из группы таксанов, получаемое путем химического синтеза из природного сырья — из игл тиса европейского (Taxus baccata).
Активное вещество препарата накапливает тубулин в микротрубочках, препятствует их распаду, что приводит к нарушению фазы митоза и межфазных процессов в опухолевых клетках. Доцетаксел долго сохраняется в клетках, где достигаются его высокие концентрации. Доцетаксел активен в отношении некоторых (но не всех) клеток, продуцирующих в избыточном количестве р-гликопротеин, который кодируется геном множественной устойчивости.
In vivo доцетаксел имеет широкий спектр активности в отношении опухолей мышей и перевиваемых опухолевых клеток человека.

## Показания
- адъювантная терапия при операбельном раке молочной железы с поражением регионарных лимфоузлов в комбинации с доксорубицином и циклофосфамидом;
- местно распространенный или метастатический рак молочной железы (в комбинации с доксорубицином в качестве первичного химиотерапевтического лечения (1-я линия); или в качестве терапии 2-й линии: в монотерапии, при неэффективности предшествующего лечения, включавшего в себя антрациклины или алкилирующие средства, и в комбинации с капецитабином, если предшествующее лечение включало в себя антрациклины);
- метастатический рак молочной железы с опухолевой экспрессией НЕR2 в комбинации с трастузумабом, в случае отсутствия предшествующей химиотерапии;
- неоперабельный, местно распространенный или метастатический немелкоклеточный рак легких (в комбинации с цисплатином или карбоплатином) в качестве терапии 1-й линии или в монотерапии в качестве терапии 2-й линии при неэффективности химиотерапии, основанной на препаратах платины;
- метастатический рак яичников при неэффективности предшествующей терапии 1-й линии (терапия 2-й линии);
- метастатические плоскоклеточные злокачественные опухоли области головы и шеи при неэффективности предшествующего лечения (терапия 2-й линии)
- метастатический, гормонорезистентный рак предстательной железы (в комбинации с преднизоном или преднизолоном)
- метастатический рак желудка (в комбинации с цисплатином и др)